# Бонньё
Бонньё (фр. Bonnieux) — коммуна во французском департаменте Воклюз региона Прованс — Альпы — Лазурный Берег. Является центральной коммуной одноимённого кантона.

## Географическое положение

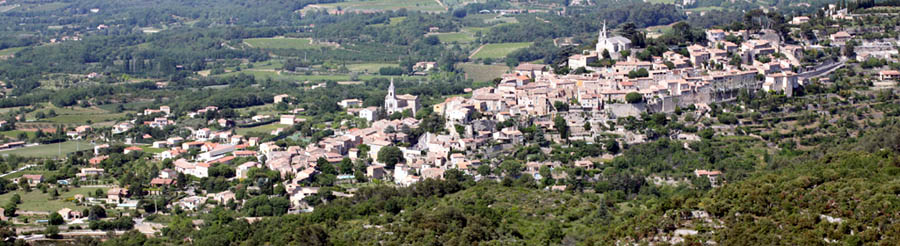
Вид на Бонньё.

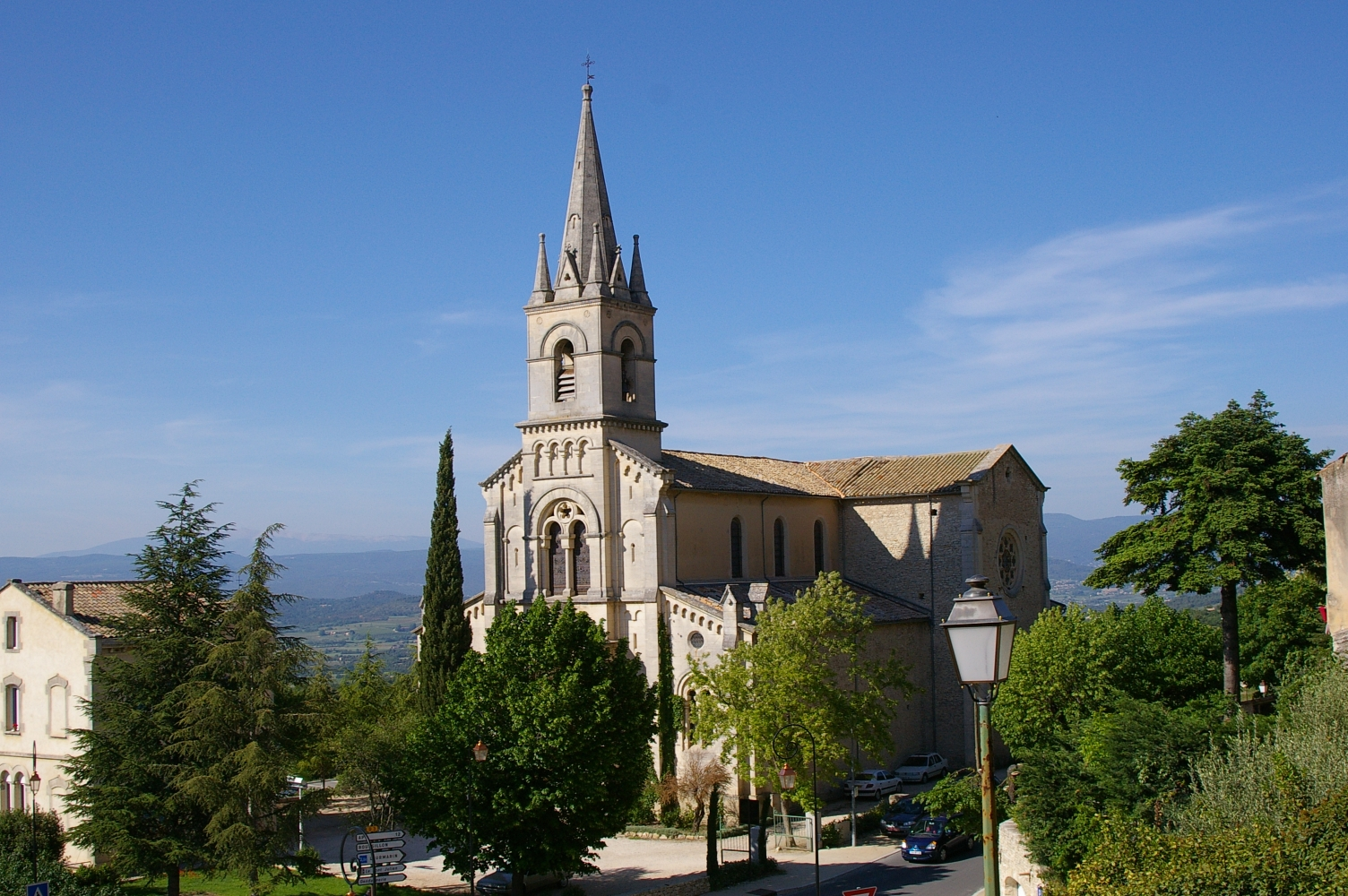
Церковь Бонньё.

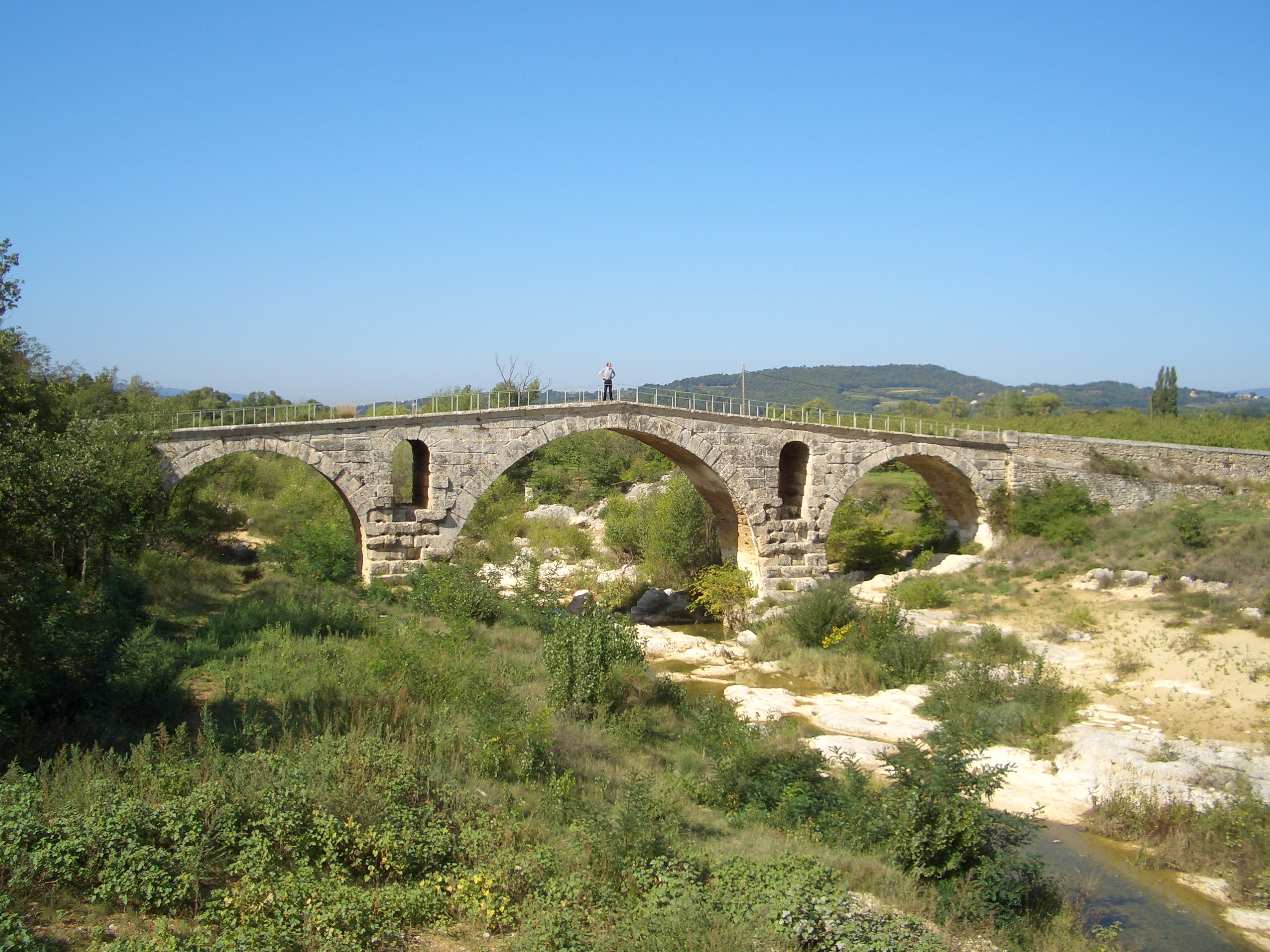
Пон-Жюльян, часть древнеримской Домициевой дороги (3 год до н. э.).

Бонньё расположен в 45 км к востоку от Авиньона. Соседние коммуны: Апт на северо-востоке, Бюу на востоке, Лакост на западе.

### Гидрография
На севере коммуны протекает Калавон, а в южной части Бонньё течёт Эг-Брэн, приток Дюранса.

## Демография
Население коммуны на 2010 год составляло 1420 человек.
| 1962 | 1968 | 1975 | 1982 | 1990 | 1999 | 2010 |
| ---- | ---- | ---- | ---- | ---- | ---- | ---- |
| 1322 | 1292 | 1360 | 1385 | 1422 | 1428 | 1420 |

## Достопримечательности
- Старая церковь XII века. Элементы романского стиля и готики.
- Новая церковь 1870 года.
- Остатки укреплений и башен XII века.
- Усадьба де Рувиль XVIII века, бывшая мэрия, в настоящее время - часть здания мэрии.
- Пон-Жюльян, мост на Домициевой дороге, построенный римлянами в 3 году до н. э., расположен в 5 км к северу от коммуны.
- Башня Филиппа, конец XIX века.
- Плато Клапаред между Кастелле и Бонньё, на нём в XIX веке были построены многочисленные каменные строения для временного пребывания крестьян на время сельскохозяйственных работ.
- Кедровый лес раскинулся на территории 250 га между соседними коммунами Бонньё, Лакост и Менебр.